# Arif Heralić

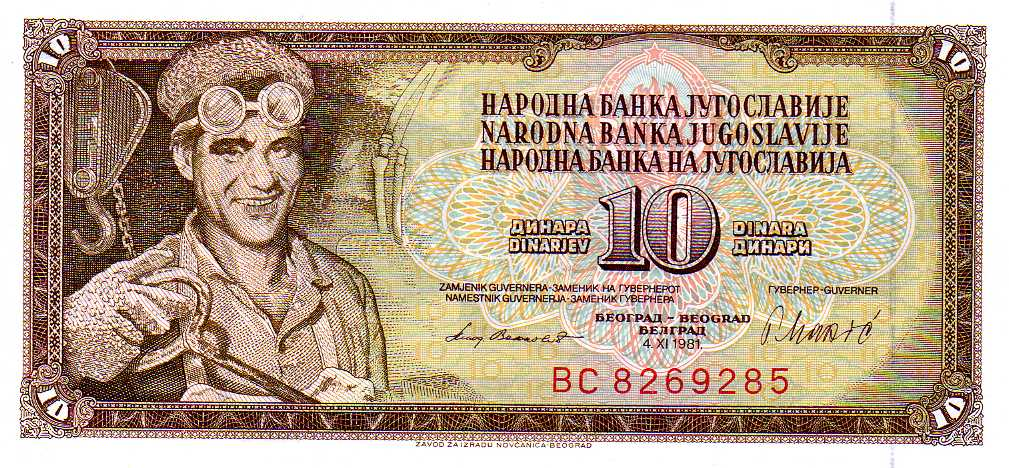
Jugoszláv 10 dináros

Arif Heralić (1922. május 5. – Zenica, 1971. június 17.) boszniai származású jugoszláv fémmunkás. Lerokkanva, nyomorban és szegénységben halt meg. N. Bibić, a Borba (a Jugoszláv Kommunista Szövetség pártlapja) fotósa készített róla képet 1954-ben. Később ez a kép került az 1955-ben kiadott jugoszláv ezerdinárosra és az (előbbi alapján készített) 1965-től nyomtatott tízdinárosra.
11 gyereke volt, ebből 7-en élték túl apjukat. Arif Heralić 1971. június 17-én halt meg Zenicán.